# Северо-Кавказский фронт
Се́веро-Кавка́зский фро́нт — оперативное объединение РККА в годы Великой Отечественной войны.

## Первого формирования
Северо-Кавказский фронт первого формирования образован 20 мая 1942 года на основании директивы Ставки ВГК от 19 мая 1942 года из войск бывшего Крымского фронта, частей, соединений и учреждений, подчиненных главкому Северо-Кавказского направления.

### Состав
В состав фронта включались:
- 44-я, 47-я и 51-я армии
- в оперативном подчинении находились:
  - Севастопольский оборонительный район
  - Приморская армия
  - Черноморский флот
  - Азовская военная флотилия

В последующем в Северо-Кавказский фронт в разное время входили:
- 9-я, 12-я, 18-я, 24-я, 37-я, 56-я армии
- 4-я и 5-я воздушные армии.

28 июля 1942 года решением Ставки ВГК в Северо-Кавказский фронт были переданы войска упраздненного Южного фронта, а в его составе созданы Приморская и Донская оперативные группы войск.

### Боевая задача
При формировании Северо-Кавказский фронт получил задачи по удержанию Севастопольского оборонительного района и рубежа реки Дон, обороне побережий Чёрного и Азовского морей.

### Боевые действия
До 3 июля 1942 года войска фронта силами Севастопольского оборонительного района вели оборонительные бои под Севастополем.
С 25 июля по 5 августа 1942 года войска фронта вели тяжелые оборонительные бои в нижнем течении Дона, а затем на ставропольском и краснодарском направлениях.
В августе-сентябре 1942 года войска фронта провели Армавиро-Майкопскую и Новороссийскую операции, не допустив прорыва противника вдоль Черноморского побережья в Закавказье.
4 сентября 1942 года на основании директивы Ставки ВГК от 1 сентября 1942 года Северо-Кавказский фронт преобразован в Черноморскую группу войск Закавказского фронта.

## Второго формирования

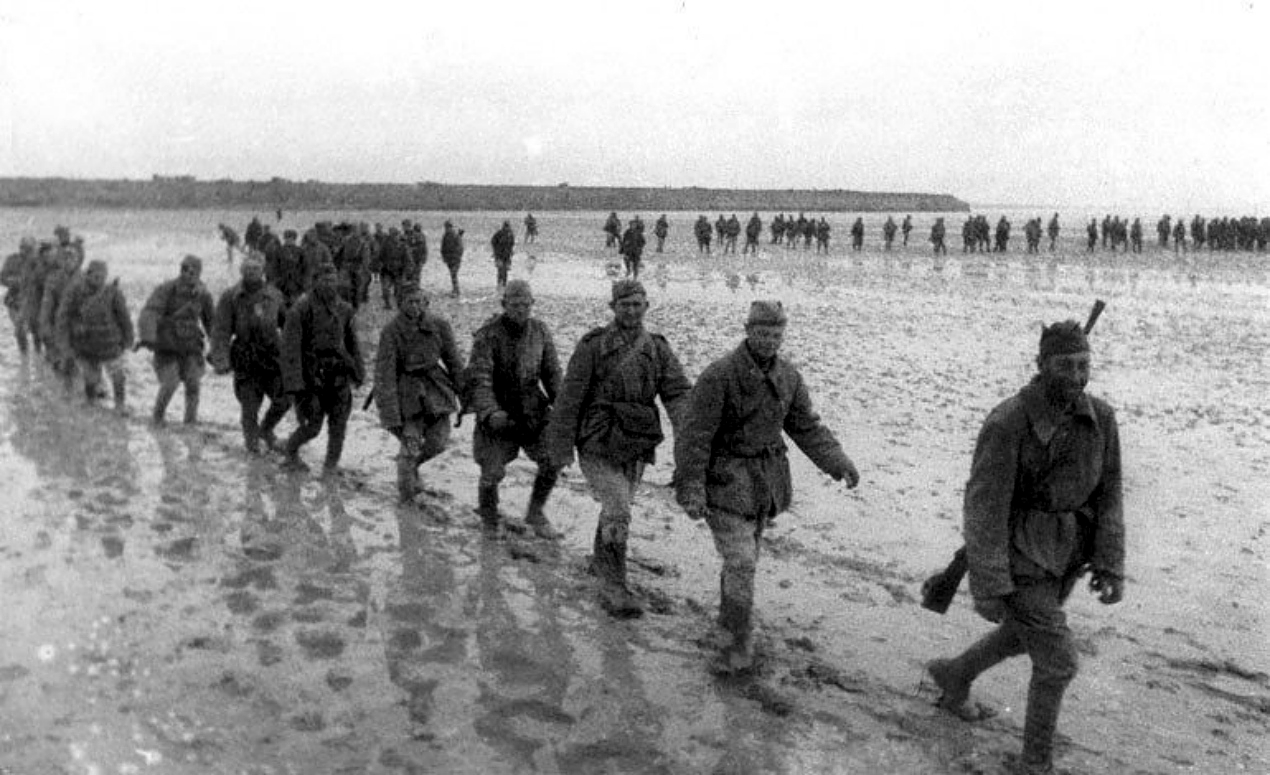
Советские войска переходят Сиваш (ноябрь 1943 г.)

Северо-Кавказский фронт второго формирования образован 24 января 1943 года на основании директивы Ставки ВГК от 24 января 1943 года на базе Северной группы войск Закавказского фронта.

### Состав
В состав фронта вошли:
- 9, 37, 44, 58-я армии
- 4-я воздушная армия

В дальнейшем ему была передана также Черноморская группа войск Закавказского фронта в составе:
- 18, 46, 47, 56 армии
- 5-я воздушная армия,

и до 15 марта 1943 года эта группа временно автономно существовала как Черноморская группа войск Северо-Кавказского фронта.
В оперативном подчинении командующего войсками Северо-Кавказского фронта находились Черноморский флот и Азовская военная флотилия.

### Боевые действия
Войска фронта в январе — начале февраля 1943 года участвовали в Северо-Кавказской операции. В Краснодарской операции они нанесли поражение 17-й немецкой армии и в ходе дальнейшего наступления к началу мая отбросили противника на Таманский полуостров. Со второй половины февраля соединения 18-й армии вели упорные бои по удержанию и расширению плацдарма под Новороссийском. Авиация Северо-Кавказского фронта завоевывала господство в воздухе во время воздушных сражений на Кубани.
В сентябре-октябре 1943 года Северо-Кавказский фронт осуществил Новороссийско-Таманскую операцию, в ходе которой 16 сентября освободил Новороссийск, очистил от войск противника Таманский полуостров и завершил освобождение Северного Кавказа. В ноябре 1943 года провел Керченско-Эльтигенскую десантную операцию и, захватив плацдарм на Керченском полуострове северо-восточнее Керчи, создал выгодные условия для освобождения Крыма.
20 ноября 1943 года на основании директивы Ставки ВГК фронт преобразован в Отдельную Приморскую армию.

## Командование

### Командующие
- Маршал Будённый С. М.  (20 мая - 4 сентября 1942),
- Генерал-лейтенант, с 30 января 1943 генерал-полковник Масленников И. И.  (24 января - 13 мая 1943),
- Генерал-лейтенант, с 27 августа 1943 генерал-полковник Петров И. Е.  (13 мая - 20 ноября 1943).

### Члены Военного совета
- Селезнёв П. И. (20 мая - 28 июля 1942),
- Каганович Л. М. (29 июля - 4 сентября 1942),
- генерал-майор Фоминых А. Я. (24 января - 20 ноября 1943).

### Начальники штаба
- Генерал-майор Захаров Г. Ф. (20 май - 28 июля 1942),
- Генерал-лейтенант Антонов А. И. (29 июля - 4 сентября 1942),
- Генерал-майор Забалуев А. А. (24 января - 16 марта 1943),
- Генерал-лейтенант Петров И. Е. (16 марта - 13 мая 1943),
- Генерал-майор, с 9 октября 1943 генерал-лейтенант Ласкин И. А. (13 мая - 20 ноября 1943).

#### Начальник разведывательного отдела
- Полковник, с 17 ноября 1943 — Генерал-майор Трусов Николай Михайлович (февраль — 20 ноябрь 1943).

### Командование УК БТ и МВ фронта
Командующиe бронетанковыми и механизированными войсками фронта
- 27.01.1943 - 00.08.1943 Ярков, Алексей Константинович, полковник
- 01.08.1943 - 20.11.1943 Чернобай, Семён Панкратьевич, ген.-майор т/в

Заместитель командующего БТ и МВ фронта по боевому использованию и применению танковых войск
- 23.05.1943 - ид Дергунов, Михаил Матвеевич, полковник

Заместитель командующего БТ и МВ фронта по ремонту, снабжению и эксплуатации
- на 08.43 Калинин, Борис Павлович, полковник

Заместитель командующего БТ и МВ фронта по артиллерии
- на 10.43 Тараненко, Григорий Яковлевич, полковник

Заместитель командующего БТ и МВ фронта по политической части
- 00.03.1943 - 00.11.1943 Листухин, Иван Яковлевич, подполковник

Начальники штаба УК БТ и МВ фронта
- на 02.43	Ефимов, подполковник
- 00.06.1943 - 20.11.1943 Лобанов, Георгий Павлович, генерал-майор т/в

Начальник оперативного отдела штаба УК БТ и МВ фронта
- 00.03.1943 - 00.06.1943 Федорович, Казимир Казимирович, подполковник